# Saar TV

Saar TV (alternatives Logo auf der Homepage)

Saar TV Logo bis September 2008

Saar TV war ein privater regionaler Fernsehsender für das Saarland. Das Programm wurde landesweit ins Kabelnetz eingespeist und wurde auch über Antenne ausgestrahlt. Nachdem der Fernsehsender bereits im Februar 2009 Insolvenz anmelden musste und keine weitere Finanzierungsmöglichkeit gefunden wurde, wurde der Sendebetrieb am 31. Mai 2009 eingestellt.
Nach der Entscheidung des Privatanbieters center.tv, ein ursprünglich für das Saarland geplantes Regionalprogramm nicht in Betrieb zu nehmen, verhandelte die saarländische Landesmedienanstalt nach eigenen Angaben mit dem Betreiber von Saar TV, der Funkhaus Saar GmbH, über ein neues Regionalprogramm. Am 1. März 2010 startete der Nachfolger CiTi.TV, der seinen Sendebetrieb am 31. Januar 2012 aus wirtschaftlichen Gründen eingestellt hat.

## Programm

### Ausrichtung
Saar TV richtete sich vorwiegend an Zuschauer in der Gruppe der 14- bis 49-Jährigen. Viele der eigenproduzierten Sendungen waren gesponserte und/oder Werbesendungen. Saar TV produzierte normalerweise täglich zwischen 17:30 Uhr und 22:00 Uhr regionales Programm für das Saarland. In der restlichen Zeit (22 bis 17:30 Uhr) übernahm das Programm anfangs den Frauensender tm3 und später dessen Nachfolger 9live.
Von April 2001 bis Juli 2002 wurde das damals durchaus populäre Mantelprogramm von Sun-TV auf Saar TV ausgestrahlt. Bei Sun-TV handelte es sich um einen Fernsehkanal der Kirch-Gruppe, der sein Programm ausschließlich über diverse Ballungsraumsender Deutschlands verbreitete, wodurch erfolgreiche Formate wie Blondes Gift mit Barbara Schöneberger und die WIB-Schaukel mit Wigald Boning auch im Saarland empfangbar waren. Im Zuge der Insolvenz der Kirch-Gruppe stellte Sun-TV seine Programme ein.

### Sendungen
Um 18, 19, 20 und 21 Uhr sendete SaarTV die Saar News. Seit Jahresbeginn 2008 produzierte SaarTV in Zusammenarbeit mit der Saarbrücker Zeitung (SZ) das Talk-Format SZ Gespräch, in der saarländische Landespolitiker und Unternehmer mit dem Chefredakteur der SZ, Peter Stefan Herbst aktuelle Themen diskutieren. Daneben existierte die Alltags-Talkshow Talk.
Zu den raren Kultursendungen bei SaarTV gehörten u. a. die Sendungen Kinowelt TV und Making of, in denen Aktuelles zum Thema Kino im Mittelpunkt standen und On stage, in der Konzertmitschnitte gesendet wurden.
Die Sendung GastroSzene präsentierte die saarländische Gastronomie.
Die Sendungen Tierwelt (Ratgeber zur Tierwelt), Onlinerland Saar (an Ältere gerichtete Ratgebersendung zur Internetnutzung) und VITA (Fitness-, Wellness- und Gesundheitsmagazin) repräsentierten die Ratgeberschiene auf SaarTV.
Boulevardsendungen hatten den größten Anteil am SaarTV-Programm. In diese Rubrik gehörten die Sendungen Party Patrol, ein Magazin, das sich mit der saarländischen Partylandschaft beschäftigte, Boulevard & Business und Brandneu.
Im Bereich der Comedy existierte Karsch TV. Saarland’s next topmodel war ein Castingshow-Format.

### UniTV
Zudem wurde der Sender von der damaligen saarländischen Landesrundfunkanstalt als Lizenzbehörde dazu verpflichtet, verschiedene Fenster für Drittproduzenten zu unterhalten, so für den Offenen Kanal des Saarlandes oder auch für die Universität des Saarlandes, die einen regelmäßigen Sendeplatz unter dem Signum „UniTV“ unterhielt. Sendestart von „UniTV“ der Universität des Saarlandes war Anfang Dezember 1996; damit war die Universität des Saarlandes die erste deutsche Hochschule, die landesweit eine regelmäßige Sendung ausstrahlen konnte. Mit der Chefredaktion von „UniTV“ beauftragte das Präsidialamt der Universität die Hochschullehrer und Journalisten Hans Giessen und Wolfgang Bufe.

## Empfang
Das Programm von SaarTV war im Saarland analog per Kabel, bis auf wenige Ausnahmen landesweit auf Kanal 5, und digital per Antenne (DVB-T) empfangbar. Per DVB-T wurde Saar TV über den Sender Riegelsberg-Schoksberg auf Kanal 49 (gemeinsam mit Tele 5 und QVC) ausgestrahlt und war somit auch in den angrenzenden Regionen von Rheinland-Pfalz und Lothringen empfangbar. Auf Grund der Insolvenz wurde die Ausstrahlung über DVB-T im Februar 2009 eingestellt.